# Girolamo Muziano

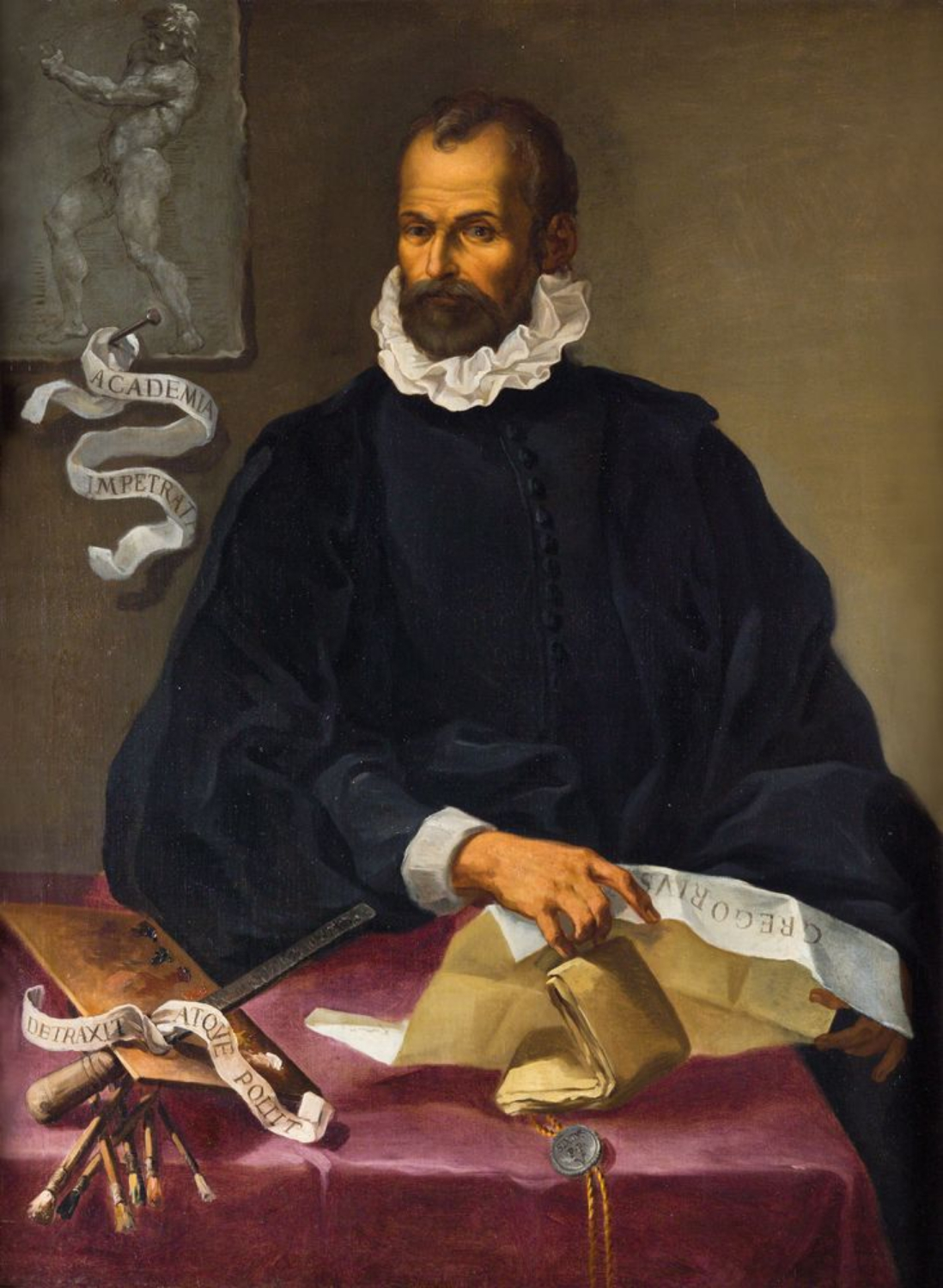
Ritratto di Girolamo Muziano di Pier Leone Ghezzi, 1695

Girolamo Muziano (Acquafredda o Brescia, 1532 – Roma, 27 aprile 1592) è stato un pittore italiano.

## Biografia
Secondo una biografia di anonimo datata 1584, nacque a Brescia da Marco, fabbricante d'armi originario di Milano, e da Camilla Hometti, bresciana. Una tradizione originata da Ottavio Rossi (1620) ritiene invece che sia nato ad Acquafredda, ma non ci sono prove documentarie a sostegno di questa ipotesi. Per Pietro Madini (1929) la famiglia era originaria di Lodi.
Muziano è stato attivo nella pittura tardo-rinascimentale italiana e nel Manierismo; lavorò principalmente a Roma.
Iniziò a lavorare sotto la guida del Romanino, pittore a sua volta influenzato da Tiziano. Il suo apprendistato lo svolse con Domenico Campagnola e Lambert Sustris dal 1544 al 1546 nella città di Padova.
Soggiornò a Venezia fino al 1549 e si trasferì definitivamente a Roma nel 1550. Era conosciuto come Il Giovane dei paesaggi.

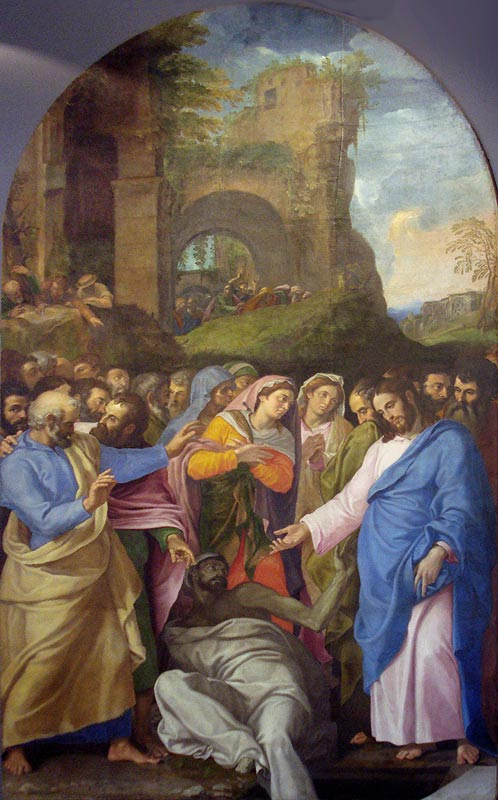
Resurrezione di Lazzaro, Museo del Duomo di Orvieto, 1556

Dipinse opere storiche in uno stile basato in gran parte su Michelangelo. Il suo quadro, Resurrezione di Lazzaro (1555) fu dipinto per il palazzo di Colonna in Subiaco e lo rese famoso. Il lavoro venne poi collocato nella basilica di Santa Maria Maggiore, sopra la tomba dell'artista. Fu quindi successivamente trasferito al Quirinale e si trova ora nei Musei Vaticani.
Muziano divenne un grande artista a Roma intorno agli anni 1570-1580, interpretando opere che compiacevano i suoi patroni della Controriforma. I suoi dipinti più importanti sono la Circoncisione, che si trovava nella chiesa del Gesù. In Santa Maria in Aracoeli si trovano: S. Pietro, S. Paolo e S. Matteo e l'angelo nella cappella Mattei (inizialmente destinato a S. Luigi dei Francesi prima dell'arrivo del Caravaggio, dove si trova nella II cappella il suo S. Nicola di Bari). 
Nella Chiesa di Santa Caterina della Rota al I altare a destra Fuga in Egitto. Inoltre nella Basilica di Santa Maria degli Angeli e dei Martiri nella Cappella Aldobrandini Consegna delle Chiavi e nella parete sinistra della navata trasversale San Girolamo che predica ai monaci nel deserto. Questo ultimo dipinto fu uno dei due quadri che Muziano creò per l'altare della Basilica di San Pietro, durante il periodo in cui Muziano lavorava come sovrintendente dei lavori per papa Gregorio XIII. È stato anche responsabile per rifondare l'Accademia di San Luca in Roma.
A Roma si trovano altre sue opere in:
Chiesa Nuova nella III cappella a destra Ascensione,
Santa Maria ai Monti nella III cappella a sinistra Natività (1582 - 1583), da menzionare che una "copia certificata" di tale opera (1593), avallata da un'iscrizione dove si attesta che questa commissione fu poi affidata a Ercole Orfeo Presutti la troviamo a Fermo, nella Chiesa di Sant'Agostino,
Basilica dei Santi Silvestro e Martino ai Monti nella navata sinistra S. Alberto Carmelitano,
Santa Maria della Concezione nella III cappella a sinistra S. Francesco stigmatizzato,
Basilica di Sant'Agostino in Campo Marzio nella IV cappella della navata sinistra S. Apollonia,
S. Caterina dei Funari nella II cappella a destra, oltre ai suoi affreschi laterali e della volta, Deposizione,
Basilica di Santa Maria sopra Minerva nella IV cappella a destra affreschi della volta e del sottarco.
Altre sue opere, a Roma si possono ammirare nel Galleria Colonna, nelle Galleria Doria Pamphilj, nelle Gallerie nazionali d'Arte antica e nella Pinacoteca Vaticana.
Inoltre nel Museo del Duomo a Orvieto, nel palazzo Abatellis a Palermo e nella chiesa di San Francesco a Frascati.
Morì nel 1592 e fu sepolto nella Basilica di Santa Maria Maggiore.